# Junior Eurovision Song Contest
Il Junior Eurovision Song Contest (anche solo Junior Eurovision e spesso abbreviato in JESC; in francese: Concours Eurovision de la Chanson Junior) è una competizione canora di importanza internazionale organizzata ogni anno dall'Unione europea di radiodiffusione a partire dal 2003. Stati Uniti, Nuova Zelanda, Singapore, Finlandia e Argentina trasmettono l'evento, ma non partecipano alla gara.
Tutte le edizioni dello JESC sono state trasmesse in formato 16:9 widescreen e in alta definizione e, come l'ESC, ne sono state pubblicate compilation con i brani partecipanti. Tra il 2003 e il 2006 sono stati prodotti e commercializzati anche dei DVD contenenti l'intera edizione del concorso; in seguito la produzione è stata annullata a causa dello scarso interesse.

## Storia

### I primi anni (2003-2009)
Le origini della gara risalgono al 2000, quando Danmarks Radio (DR) lancia un concorso canoro per bambini danesi. L'idea è stata estesa agli altri paesi scandinavi nel 2002, dando vita all'MGP Nordic, con Danimarca, Norvegia e Svezia come partecipanti. L'Unione europea di radiodiffusione (UER) a sua volta si ispirò a ciò per creare un concorso simile. Il titolo provvisorio del programma fu Eurovision Song Contest for Children, chiaro riferimento al popolare Eurovision Song Contest. Alla Danimarca è stato chiesto di ospitare il primo programma dopo la loro esperienza con i propri concorsi e la MGP Nordic.
La prima edizione si tenne il 15 novembre 2003 a Copenaghen e ha visto la partecipazione di 16 paesi europei: Belgio, Bielorussia, Cipro, Croazia, Danimarca, Grecia, Lettonia, Macedonia del Nord, Malta, Norvegia, Paesi Bassi, Polonia, Regno Unito, Romania, Spagna e Svezia. A trionfare fu Dino Jelusić, rappresentante della Croazia, con la canzone Ti si moja prva ljubav.

Dopo un primo concorso di successo, la seconda edizione ebbe una realizzazione turbolenta. L'evento in origine avrebbe dovuto essere organizzato dall'emittente britannica Independent TeleVision (ITV) nella città di Manchester, la quale però vi ha rinunciato per problemi economici. Si ritenne che la decisione fu presa per un altro fattore, il calo degli indici di ascolto. L'UER offrì l'evento alla Croazia, che aveva vinto la prima edizione, ma in un secondo momento è emerso che l'emittente Hrvatska radiotelevizija (HRT) non aveva prenotato per tempo la sede. A quel punto intervenne l'emittente norvegese Norsk rikskringkasting (NRK) che ospitò il concorso a Lillehammer. Vinse la Spagna, rappresentata da María Isabel con la sua Ante Muerta Que Sencilla. La piccola interprete detiene ancor oggi il primato di vincitore più giovane della storia del Junior Eurovision (9 anni e 10 mesi al momento della premiazione).

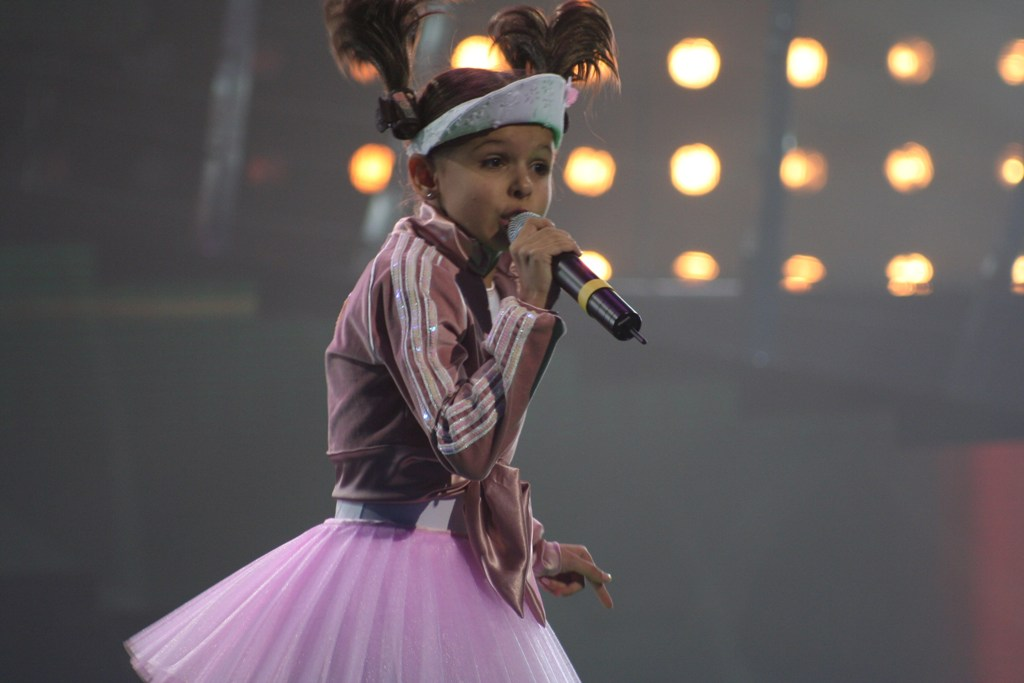
Ksenija Sitnik, vincitrice per la Bielorussia nel 2005

L'edizione del 2005 si tenne presso l'Ethias Arena di Hasselt, in Belgio, ed è stato trasmesso dalla VRT e dalla RTBF in cooperazione con l'Unione europea di radiodiffusione. A trionfare fu la Bielorussia e Ksenija Sitnik con la canzone My vmeste.
Nel 2006 l'evento si tenne a Bucarest e ha visto il debutto di Portogallo, Serbia e Ucraina e il ritorno di Cipro. A trionfare fu la Russia e le sorelle Anastasija & Maria Tolmačëvy con la canzone Vesenniy jazz.
L'edizione del 2007 si è svolta presso l'Ahoy Rotterdam di Rotterdam, nei Paesi Bassi, e ha visto il ritiro di Croazia e Spagna e il debutto di Armenia, Georgia, Bulgaria e Lituania. A partire da questa edizione l'età minima dei partecipanti passa dagli 8 ai 10 anni. La competizione è stata vinta dalla Bielorussia, rappresentata da Aljaksej Žyhalkovič con la canzone S druz'yami.
Il concorso del 2007 è stato il soggetto del documentario del 2008 Sounds Like Teen Spirit: A Popumentary. Il film ha seguito diversi concorrenti durante il loro percorso verso le finali nazionali e all'interno del rush finale del concorso, è stato mostrato al Toronto International Film Festival del 2008 ed è stato proiettato a Gand ed a Limassol, dove si è svolto il concorso nel 2008.

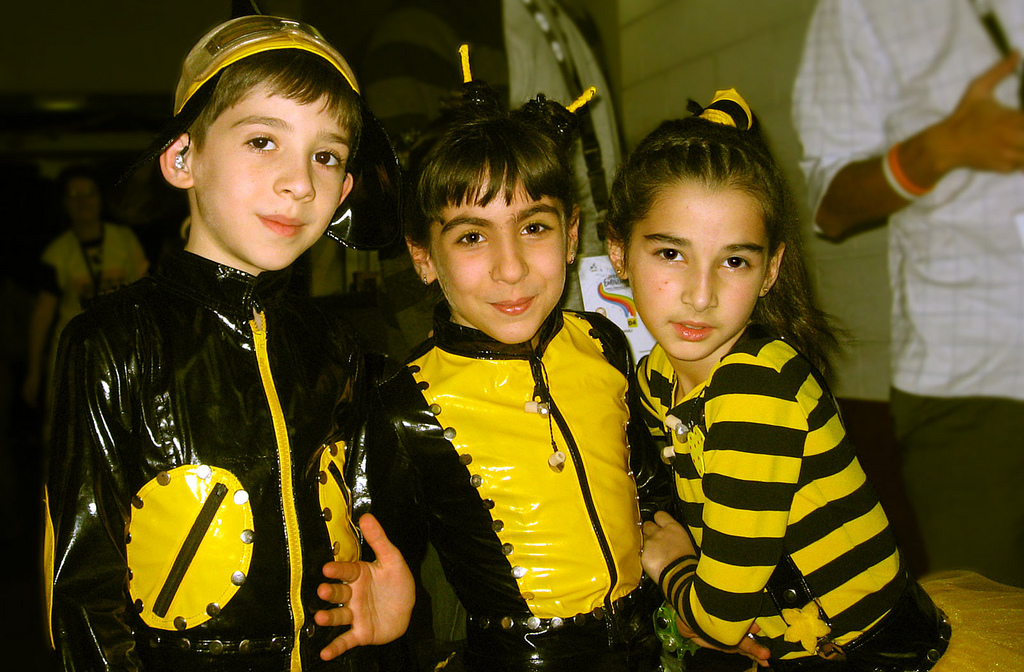
Bzikebi, vincitori per la Georgia nel 2008

L'edizione del 2008 si è tenuta presso il Spyros Kyprianou Athletic Center di Limassol a Cipro il 22 novembre 2008 e ha visto il ritiro di Portogallo e Svezia. Entrano in vigore le nuove regole per la partecipazione al concorso: è stato concesso ai bambini l'aiuto di un adulto nella composizione del testo della propria canzone, prima solo opera dei giovani interpreti; è stato ridotto a 6, partendo da 8, il numero di persone da portare sul palco. Inoltre a partire dal 2008, il vincitore del concorso è deciso per il 50% dal televoto e per il restante 50% dal voto complessivo delle giurie nazionali. I vincitori di tutti i concorsi precedenti erano stati decisi esclusivamente dal televoto. La Georgia vince per la prima volta, grazie al trio Bzikebi e la canzone Bzz..., interpretata in una lingua artificiale.
L'edizione del 2009 si è tenuta presso il Palazzo dello Sport di Kiev, in Ucraina, nello stesso posto dove 4 anni prima il paese ha organizzato l'Eurovision Song Contest 2005. A trionfare furono per la prima volta i Paesi Bassi con Ralf Mackenbach e la canzone Click Clack.

### Gli anni dieci (2010-2019)
Nel 2010, presso la Minsk Arena di Minsk, debutta la Moldavia, si ritirano Cipro e Romania (per tagli ai budget) e ritornano Lituania e Lettonia. Trionfa per la prima volta l'Armenia con Vladimir Arzumanyan e la canzone Mama.
L'edizione del 2011 si è tenuta presso l'Arena Demircian, a Erevan. Per la prima volta nella storia del JESC, il paese organizzatore è il vincitore dell'anno precedente. In questa edizione si vedono i ritiri di Malta e Serbia ed il ritorno della Bulgaria. In questa edizione le cartoline sono state tutte dedicate all'Armenia e alla sua gente ed in particolare ai sogni dei bambini armeni ed al loro realizzo. L'edizione fu vinta per la seconda volta dalla Georgia con il gruppo Candy e la loro canzone Candy Music.

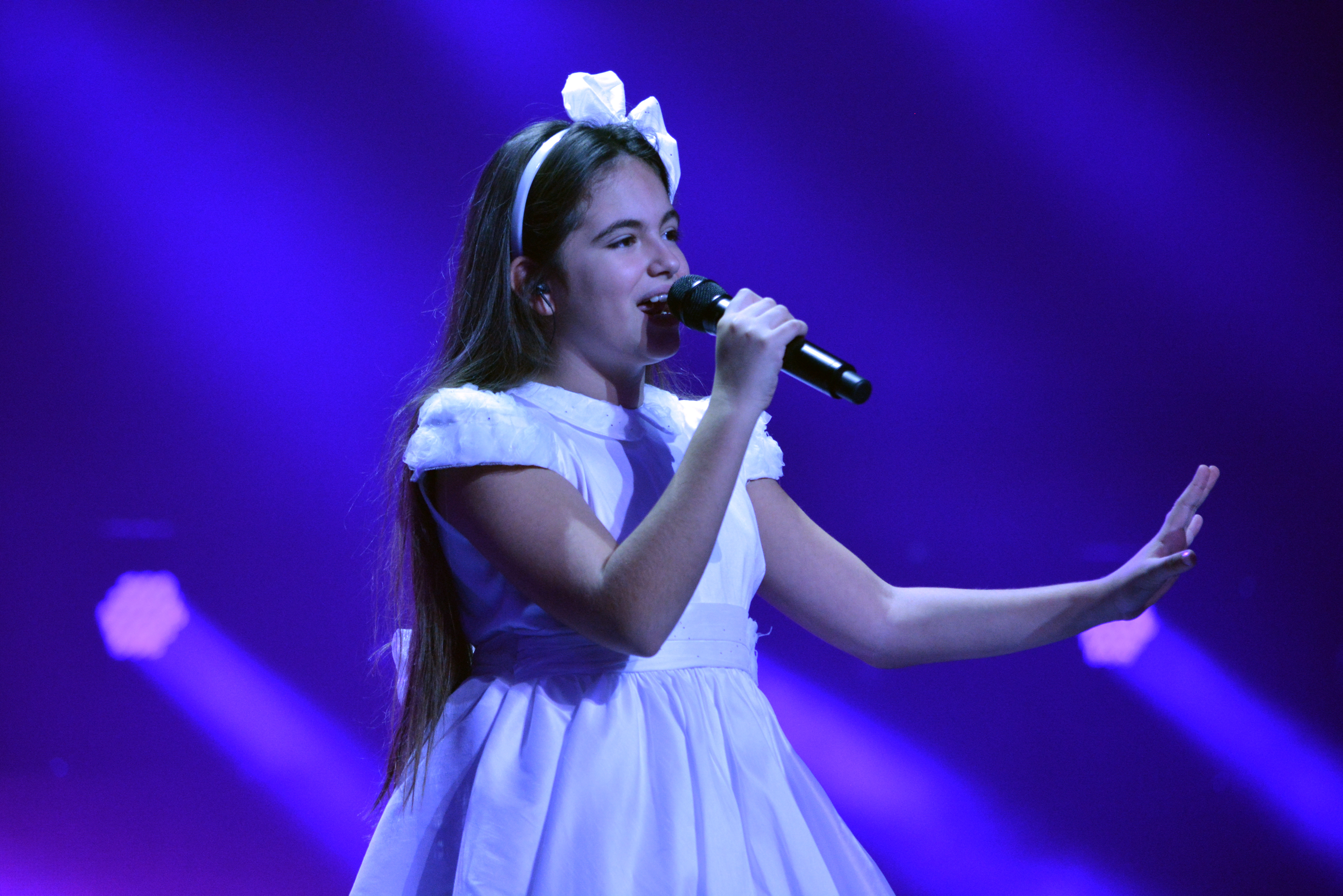
Gaia Cauchi, vincitrice per Malta nel 2013

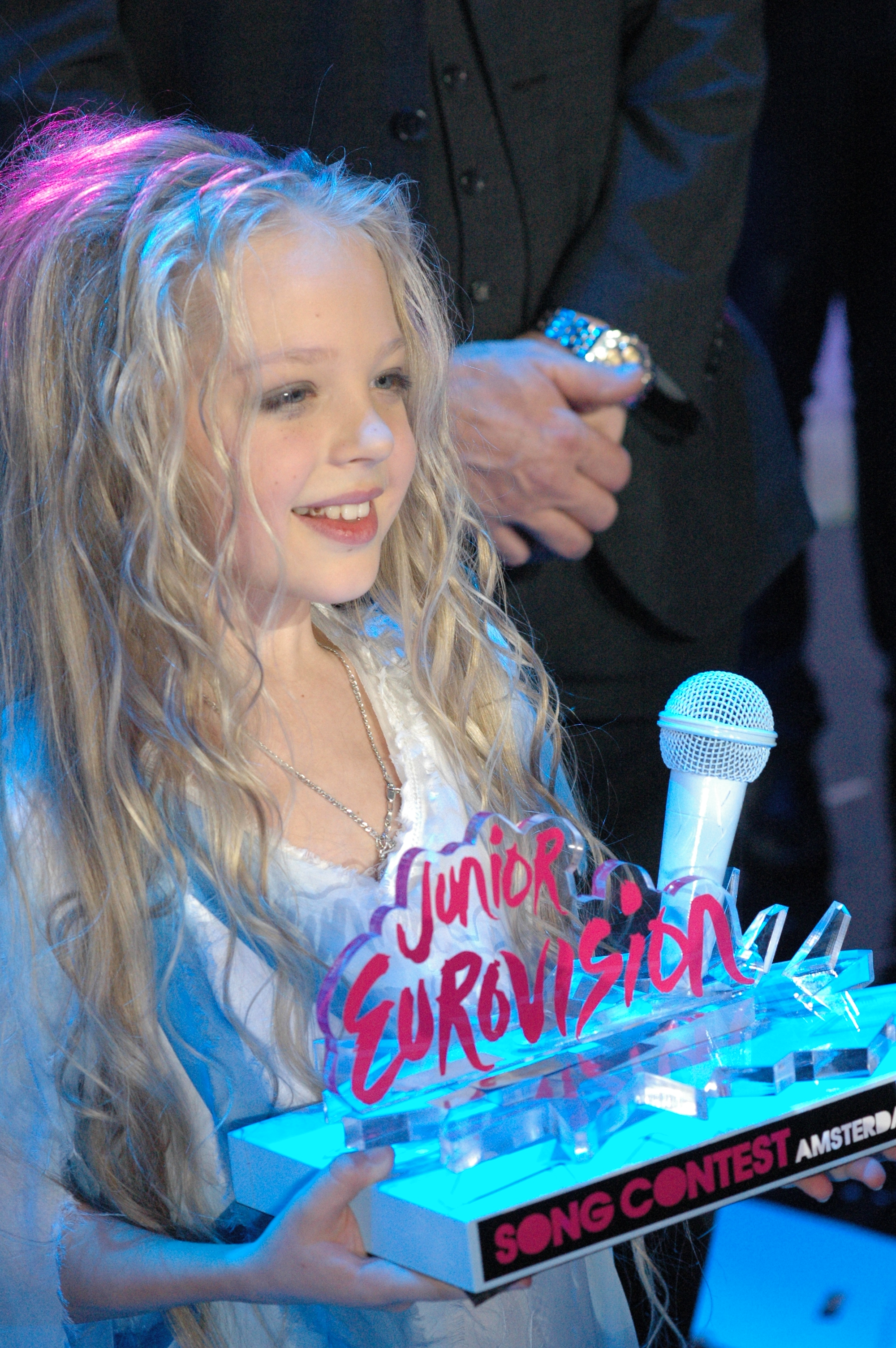
Anastasia Petryk, vincitrice per l'Ucraina nel 2012

L'edizione del 2012 si è svolta per la seconda volta nei Paesi Bassi, presso l'Heineken Music Hall di Amsterdam. In questa edizione debuttano Albania, Azerbaigian e Israele. A vincere fu per la prima volta l'Ucraina con Anastasia Petryk e la canzone Nebo.
L'edizione del 2013 si è svolta per la seconda volta in Ucraina, presso il Palazzo Nazionale delle Arti di Kiev. Per la prima volta nella storia della manifestazione, sono stati premiati i primi 3 classificati e non solo il primo; inoltre, la durata massima consentita dei brani è stata estesa a 3 minuti ed i portavoce hanno annunciato i voti non più dal proprio paese d'origine ma direttamente dalla sede dell'evento. In questa edizione ha debuttato San Marino. Quest'edizione è stata vinta con 130 punti dalla cantante maltese Gaia Cauchi, con il brano The Start.

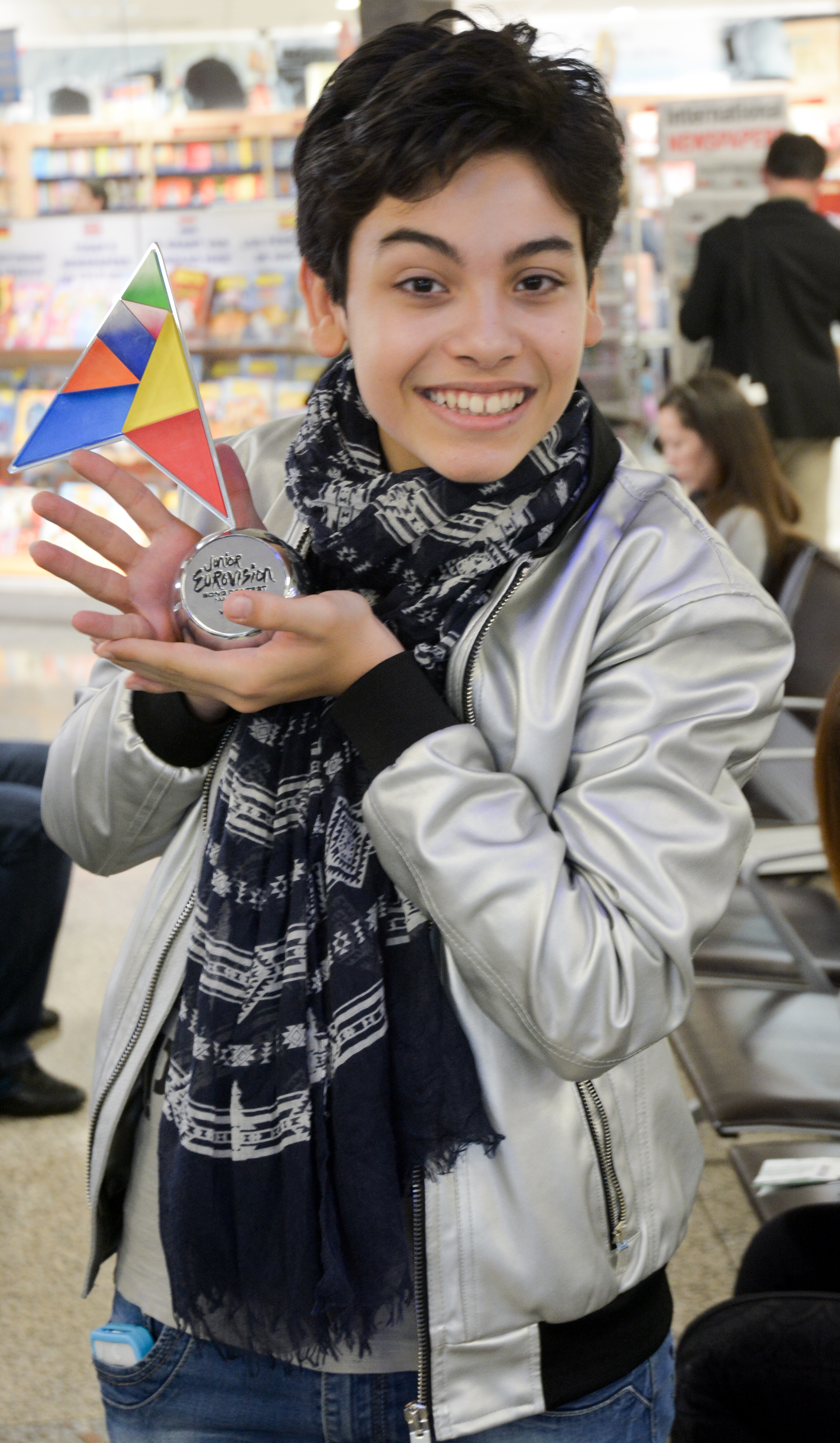
Vincenzo Cantiello, vincitore per l'Italia nel 2014

L'edizione del 2014 si è svolta a Malta, presso il Malta Shipbuilding di Marsa. Hanno debuttato l'Italia, il Montenegro e la Slovenia. L'Italia vince per la prima volta la competizione con Vincenzo Cantiello e la canzone Tu primo grande amore, entrando così nella storia per essere, dopo la Croazia nella prima edizione, il primo (e finora l'unico) Paese a vincere alla prima partecipazione.
Nel 2015, a Sofia, in Bulgaria, hanno debuttato l'Irlanda tramite il canale in lingua gaelica TG4 e l'Australia, sono ritornate l'Albania, dopo 2 anni di assenza, e la Macedonia del Nord, dopo un anno di assenza. La competizione è stata vinta da Malta, conquistando la sua seconda vittoria. La vincitrice è Destiny Chukunyere, con la canzone Not My Soul.
L'edizione del 2016 si è tenuta a Malta il 20 novembre 2016, presso il Mediterranean Conference Centre a La Valletta. In questa edizione viene abolito il televoto, e a giudicare le canzoni sono state due giurie composte rispettivamente da adulti e bambini, il range d'età per partecipare all'evento è passato da 9 ai 14 anni; la manifestazione è stata trasmessa la domenica pomeriggio dalle ore 16 alle ore 18. La Polonia ritorna dopo il ritiro nel 2004. La competizione è stata vinta dalla Georgia, ottenendo la sua terza vittoria generale. La vincitrice è Mariam Mamadashvili con la canzone Mzeo.

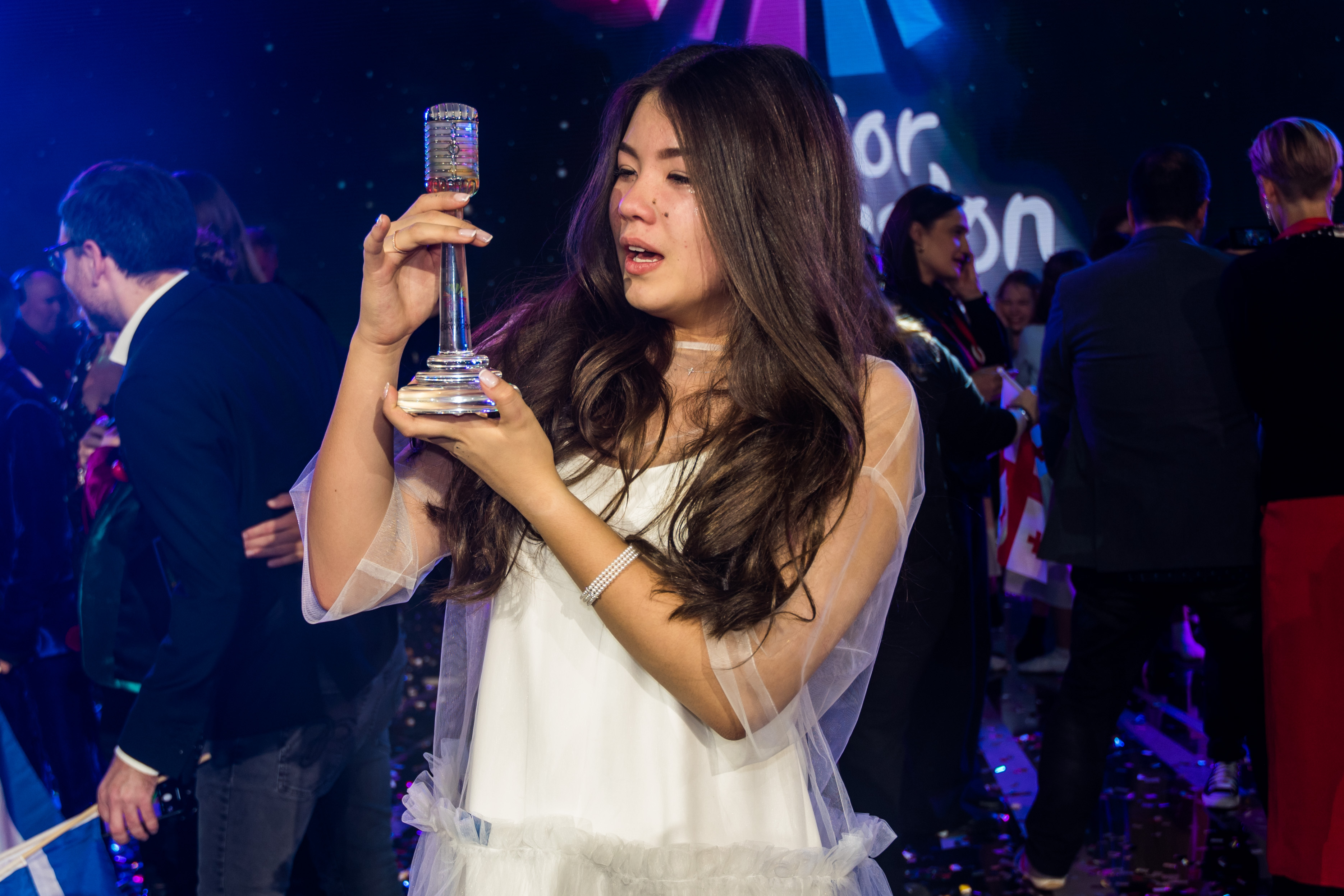
Polina Bogusevich, vincitrice per la Russia nel 2017

L'edizione del 2017 si è tenuta a Tbilisi, in Georgia. Viene reintrodotto il televoto, ma a differenza del passato, per la prima volta si è svolto completamente online. Tutto ciò ha inciso per il 50% nella composizione della classifica finale, insieme alla classifica delle giurie nazionali. In quest'edizione torna in competizione il Portogallo, già vincitore dell'Eurovision Song Contest 2017, dopo 9 anni d'assenza, mentre Bulgaria ed Israele hanno annunciato il loro ritiro. La competizione è stata vinta dalla Russia, che con questa è arrivata a due vittorie (l'altra è del 2006). La vincitrice è Polina Bogusevich, con la canzone Wings.

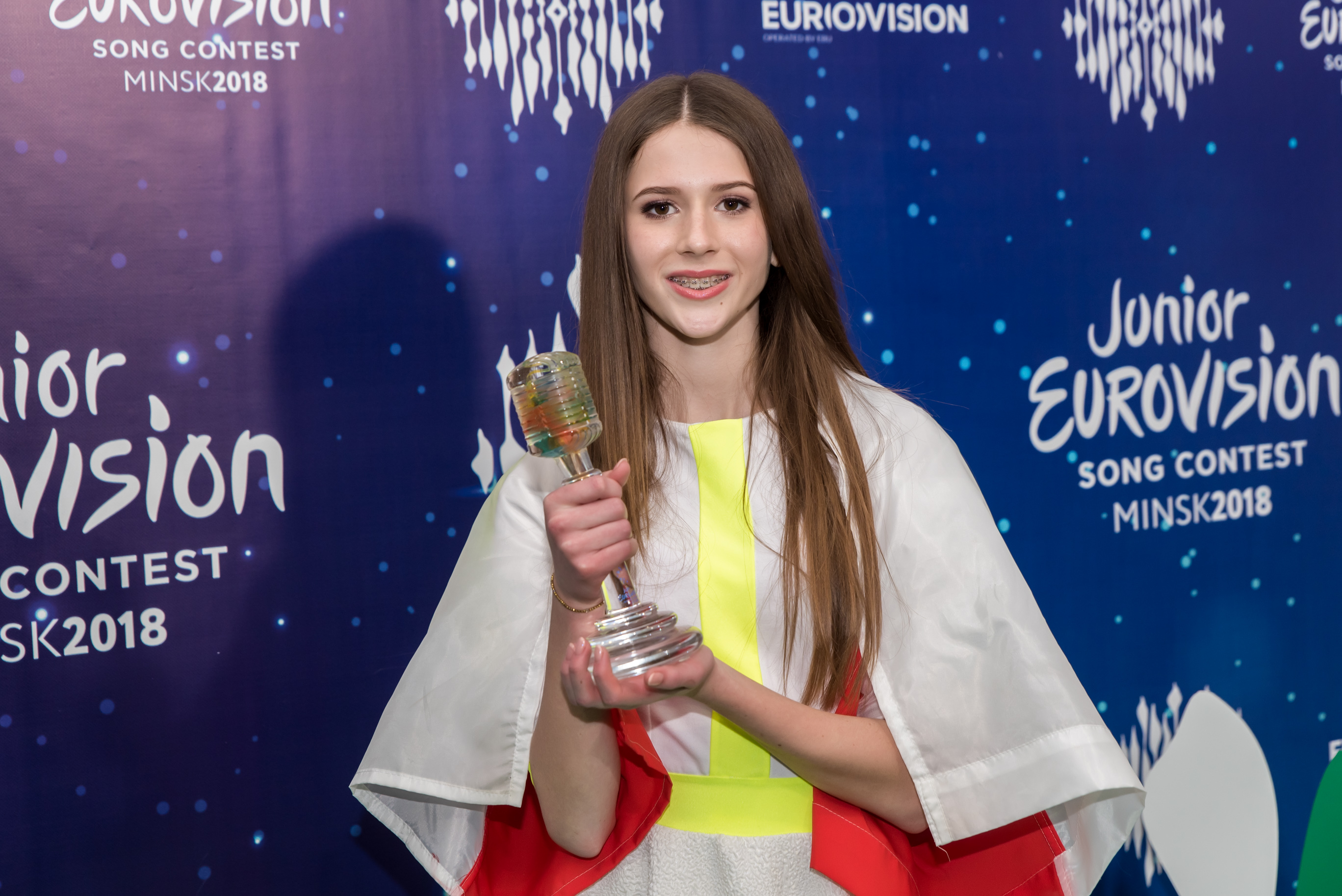
Roksana Wegiel, vincitrice per la Polonia nel 2018

L'edizione del 2018 si è tenuta a Minsk in Bielorussia il 25 novembre 2018. In questa edizione si ritira Cipro, debuttano il Galles, già partecipante all'Eurovision Choir of the Year e il Kazakistan, mentre tornano in competizione la Francia, dopo l'unica partecipazione nel 2004, Israele e Azerbaigian. Ciò ha portato il numero di partecipanti a 20, superando il record precedentemente stabilito dall'edizione 2004, con 18 paesi in gara. La competizione è stata vinta dalla Polonia, che segna la sua prima vittoria nella manifestazione. La vincitrice è Roksana Węgiel, con la canzone Anyone I Want to Be.
L'edizione del 2019 si è tenuta a Gliwice in Polonia il 24 novembre 2019 e ha visto il ritorno della Spagna, assente dal 2006, ma anche il ritiro di Israele e Azerbaigian. La competizione è stata vinta nuovamente dalla Polonia (seconda vittoria di seguito) con la canzone Superhero cantata dalla tedesca di nascita Viki Gabor.

### Gli anni venti (2020-2025)
L'edizione del 2020 si è tenuta nuovamente in Polonia, diventando così la prima nazione nella storia del concorso ad ospitarlo per due volte consecutive, e per l'occasione ha debuttato la Germania. Per ragioni dovute alla pandemia di COVID-19, questa edizione si è svolta all'interno di una studio televisivo dell'emittente polacca Telewizja Polska (TVP), con i vari partecipanti che hanno preso parte all'evento con delle esibizioni pre-registrate girate nei rispettivi paesi d'origine. La competizione è stata vinta dalla Francia con la canzone J'imagine cantata dall'italo-francese Valentina, già membro della Kids United New Generation, gruppo sponsorizzato dall'UNICEF.
L'edizione del 2021 si è tenuta a Parigi, in Francia, il 19 dicembre. Quest'edizione ha visto il ritorno di molteplici paesi che si erano ritirati nell'edizione precedente a causa della pandemia di COVID-19 ma soprattutto i ritorni della Bulgaria, assente dal 2016 e dell'Azerbaigian assente dal 2018. Questa edizione ha visto invece il ritiro della Bielorussia, dovuta all'espulsione dell'emittente Belaruskaja Tele-Radio Campanija (BTRC) dall'UER. La competizione è stata vinta per la seconda volta dall'Armenia con la canzone Qami qami cantata da Maléna.
L'edizione del 2022 si è tenuta a Erevan, in Armenia, l'11 dicembre. Quest'edizione ha visto il ritorno del Regno Unito, assente dal 2005, ma anche il ritiro della Germania, Bulgaria e dell'Azerbaigian. La Russia, invece, fu esclusa dalla partecipazione a seguito dell'espulsione a tempo indeterminato dell'emittente VGTRK dall'UER par ragioni dovute all'invasione russa dell'Ucraina. La competizione è stata vinta per la seconda volta dalla Francia con il brano Oh Maman! cantato da Lissandro.
L'edizione del 2023 si è tenuta a Nizza, in Francia, il 26 novembre. Quest'edizione ha visto il ritorno della Germania, assente per un anno, e il debutto dell'Estonia. Il Kazakistan e la Serbia invece non hanno preso parte al concorso. La competizione è stata vinta per la terza volta dalla Francia, con il brano Cœur cantato da Zoé Clauzure.
L'edizione del 2024 si è tenuta alla Caja Mágica di Madrid, in Spagna, il 16 novembre, a causa della rinuncia di France TV ad organizzare il concorso, per la concomitanza delle Olimpiadi 2024 a Parigi. Era dal 2018 che la nazione vincitrice dell'anno precedente non organizzava l'evento. Si ritira nuovamente il Regno Unito mentre ritornano Cipro, assente dal 2018, e San Marino, assente dal 2016. La competizione è stata vinta dalla Georgia, alla sua quarta vittoria, con la canzone To My Mom cantata da Andria Putkaradze.
L'edizione del 2025 si svolgerà in Tbilisi, in Georgia, il 13 dicembre come confermato dall'emittente georgiana GPB.

## Regolamento
La competizione si svolge in maniera analoga all'Eurovision Song Contest, ma con alcune differenze: 
- I cantanti in competizione, che provengono da ogni angolo d'Europa, dal Kazakistan e dall'Australia, sono ragazzi dai 9 ai 14 anni. Fino al 2006 il range d'età andava dagli 8 ai 15 anni e dal 2007 al 2016 era dai 10 ai 15.
- Le canzoni devono avere una durata massima compresa tra i 2'45" e i 3' (a partire dal 2013, fino ad allora il limite massimo era di 2'45"), essere inedite e interpretate in una delle lingue ufficiali del proprio paese. Sono però ammesse piccole strofe o versi in lingua diversa.
- Le voci secondarie possono anche essere registrate.
- La nazione vincitrice non ha l'obbligo di ospitare l'edizione successiva.
- È consentita la trasmissione in differita dell'evento (prima del 2007, un'emittente che non trasmetteva in diretta l'evento rischiava una sanzione; ora non sono più tenute a farlo e possono trasmetterlo in differita in un momento più appropriato per una trasmissione televisiva per bambini[25]).
- I giovani artisti devono essere della nazionalità del paese che rappresentano e devono contribuire alle proprie canzoni sia nel testo che nella musica, fatta eccezione per San Marino.
- Dal 2005 al 2015, tutti i paesi ricevevano almeno 12 punti per evitare il fenomeno del "nul points", comunque mai avvenuto finora allo JESC nelle classifiche generali.
- Il programma è trasmesso sempre in un orario unico in tutta Europa (19:00 CET), in una fascia oraria più consona all'età dei concorrenti; dal 2016 è trasmesso di domenica dalle ore 16:00 CET, mentre nel 2020 viene trasmesso dalle ore 17:00 CET.
- Gli spokesperson presentano i voti direttamente dall'arena che ospita l'evento.
- Come all'ESC, il voto è composto al 50% dal quello delle giurie nazionali e al 50% da quello del pubblico, che però avviene online: dal sito jesc.tv è possibile votare in due distinte finestre fino a 3 o 5 canzoni, anche quella del proprio paese.

Dei paesi che formano il gruppo delle Big 5 dell'ESC. il Regno Unito ha partecipato cinque volte, la Francia sette con tre vittorie, la Spagna e l'Italia nove con una vittoria per entrambi i paesi, mentre la Germania ha partecipato per tre volte, la prima nel 2020. Nel 2018 per la prima volta una Home Nation britannica ha partecipato allo JESC in maniera indipendente, ovvero il Galles con la sua emittente televisiva S4C.

## Organizzazione e articolazione

### Supervisore esecutivo
Il concorso è prodotto annualmente dall'Unione europea di radiodiffusione. Il primo supervisore esecutivo è stato Svante Stockselius, già alla guida dell'ESC, che dirige anche il gruppo direttivo che decide sulle regole del concorso, quale emittente ospita il prossimo concorso e supervisiona l'intera produzione di ciascun programma. Dal 2011 i due eventi non hanno più una guida comune, e al ruolo di supervisor dello JESC è nominato Sietse Bakker. Dal 2013 la guida passa a Vladislav Jakovlev.

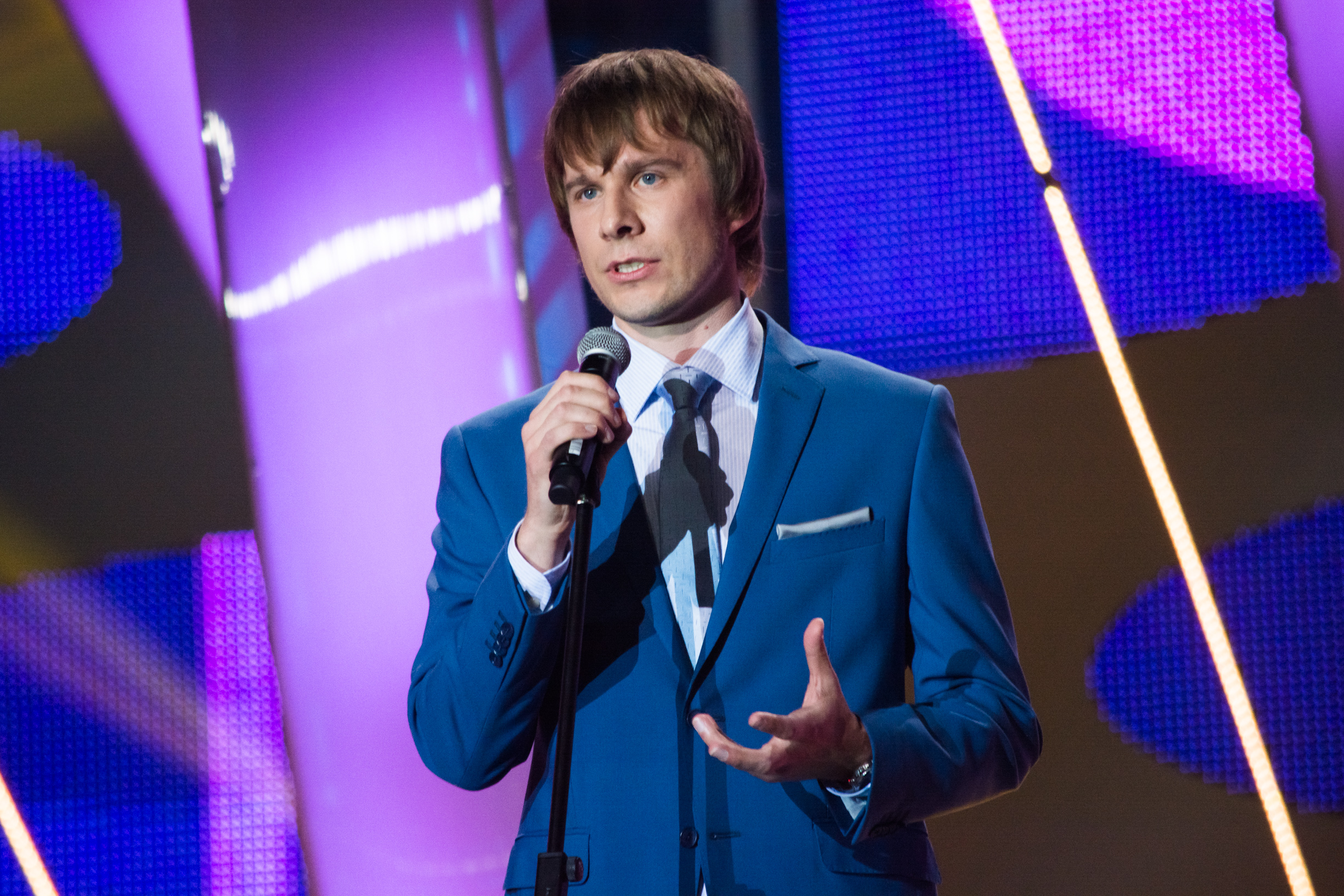
Vladislav Jakovlev, supervisore esecutivo dal 2013 al 2015

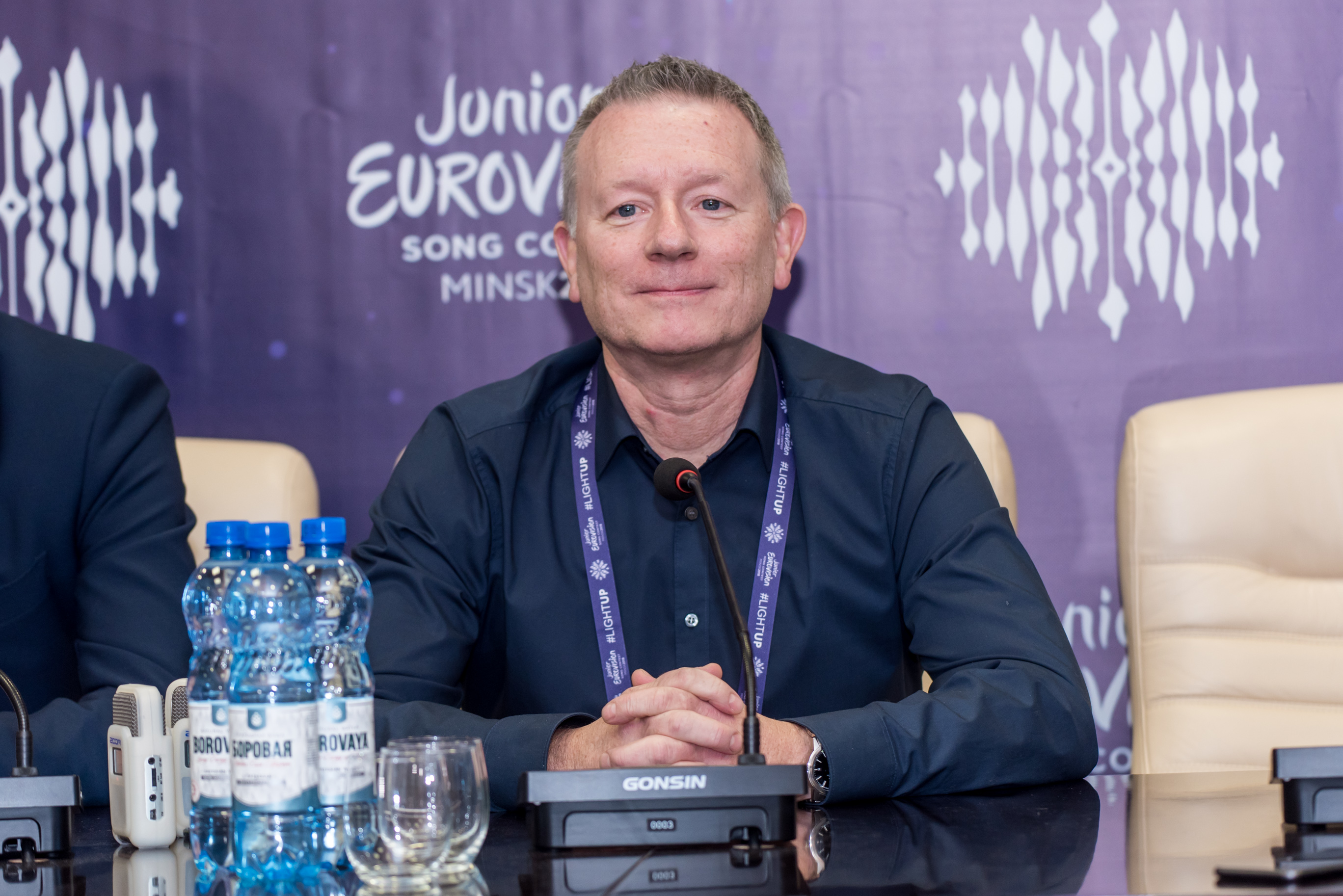
Jon Ola Sand, executive supervisor dal 2016 al 2019

Dal 2016 ESC e JESC tornano ad avere dopo sei anni un supervisore esecutivo comune con la nomina di Jon Ola Sand.
Il 30 settembre 2019 viene annunciato che Jon Ola Sand avrebbe rinunciato all'incarico da executive superior dopo l'Eurovision Song Contest 2020, rendendo di fatto il JESC 2019 l'ultima edizione da lui supervisionata.
Dal 2020 al 2024 la supervisione è passata allo svedese Martin Österdahl, prima di annunciare le proprie dimissione dal ruolo sei mesi prima dello svolgimento dell'edizione 2025 del JESC.
Nella seguente tabella ci sono gli scrutatori e i supervisori esecutivi del Junior Eurovision Song Contest nominati dall'UER:
| Nome               | Nazione     | Anni      |
| ------------------ | ----------- | --------- |
| Svante Stockselius | Svezia      | 2003-2010 |
| Sietse Bakker      | Paesi Bassi | 2011-2012 |
| Vladislav Jakovlev | Russia      | 2013-2015 |
| Jon Ola Sand       | Norvegia    | 2016-2019 |
| Martin Österdahl   | Svezia      | 2020-2024 |
| TBD                | TBD         | 2025      |

### Sistema e modalità di votazione
Tra il 2003 e il 2005 gli spettatori hanno avuto circa 10 minuti per votare dopo l'esecuzione di tutte le canzoni Tra il 2006 e il 2010 le linee per il televoto sono state aperte durante tutto il programma A partire dal 2011 gli spettatori votano dopo l'esecuzione di tutti i brani. I profitti realizzati dal televoto durante le edizioni 2007 e 2008 sono stati donati all'UNICEF.
Dal 2017 il televoto si svolge sul sito della manifestazione: le linee sono aperte dal venerdì prima dell'evento e si possono votare da tre a cinque canzoni (anche il proprio paese) e le linee si chiudono quando lo show inizia per poi riaprirsi per 15 minuti dopo l'ultima esibizione. Nel 2017 e nel 2018 venivano annunciati a partire dal punteggio più basso, mentre dal 2019 si segue l'ordine della classifica delle giurie.

## Partecipazioni

Le partecipazioni dal 2003 a oggi:
Ha partecipato almeno una volta
Non ha mai partecipato, ma potrebbe
Paesi che hanno partecipato come parte di un altro stato ma mai in maniera indipendente
Paesi che avrebbero dovuto partecipare in passato ma che si sono ritirati

Ha partecipato almeno una volta
     Non ha mai partecipato, ma potrebbe
     Paesi che hanno partecipato come parte di un altro stato ma mai in maniera indipendente
     Paesi che avrebbero dovuto partecipare in passato ma che si sono ritirati
| Anno | Esordio |
| ---- | --- |
| 2003 | Belgio, Bielorussia, Cipro, Croazia, Danimarca, Grecia, Lettonia, Macedonia, Malta, Norvegia, Paesi Bassi, Polonia, Regno Unito, Romania, Spagna, Svezia |
| 2004 | Francia, Svizzera |
| 2005 | Russia, Serbia e Montenegro |
| 2006 | Portogallo, Serbia, Ucraina |
| 2007 | Armenia, Bulgaria, Georgia, Lituania |
| 2010 | Moldavia |
| 2012 | Albania, Azerbaigian, Israele |
| 2013 | San Marino |
| 2014 | Italia, Montenegro, Slovenia |
| 2015 | Australia, Irlanda |
| 2018 | Galles, Kazakistan |
| 2020 | Germania |
| 2023 | Estonia |

## Edizioni
| Anno | Città e Paese ospitante                      | Paese vincitore | Artista                      | Canzone                   |
| ---- | -------------------------------------------- | --------------- | ---------------------------- | ------------------------- |
| 2003 | Forum Copenaghen, Copenaghen                 | Croazia         | Dino Jelusić                 | Ti si moja prva ljubav    |
| 2004 | Håkons Hall, Lillehammer                     | Spagna          | María Isabel                 | Antes muerta que sencilla |
| 2005 | Ethias Arena, Hasselt                        | Bielorussia     | Ksenija Sitnik               | My vmeste                 |
| 2006 | Sala Polivalentă, Bucarest                   | Russia          | Anastasija & Maria Tolmačëvy | Vesinnyj jazz             |
| 2007 | Ahoy Rotterdam, Rotterdam                    | Bielorussia     | Aljaksej Žyhalkovič          | S druz'jami               |
| 2008 | Spyros Kyprianou Athletic Center, Limassol   | Georgia         | Bzikebi                      | Bzz...                    |
| 2009 | Palazzo dello Sport, Kiev                    | Paesi Bassi     | Ralf Mackenbach              | Click Clack               |
| 2010 | Minsk-Arena, Minsk                           | Armenia         | Vladimir Arzumanyan          | Mama                      |
| 2011 | Arena Demircian, Erevan                      | Georgia         | Candy                        | Candy Music               |
| 2012 | Heineken Music Hall, Amsterdam               | Ucraina         | Anastasia Petryk             | Nebo                      |
| 2013 | Palazzo Ucraina, Kiev                        | Malta           | Gaia Cauchi                  | The Start                 |
| 2014 | Malta Shipbuilding, Marsa                    | Italia          | Vincenzo Cantiello           | Tu primo grande amore     |
| 2015 | Arena Armeec, Sofia                          | Malta           | Destiny Chukunyere           | Not My Soul               |
| 2016 | Mediterranean Conference Centre, La Valletta | Georgia         | Mariam Mamadashvili          | Mzeo                      |
| 2017 | Tbilisi Olympic Palace, Tbilisi              | Russia          | Polina Bogusevič             | Wings                     |
| 2018 | Minsk-Arena, Minsk                           | Polonia         | Roksana Węgiel               | Anyone I Want to Be       |
| 2019 | Gliwice Arena, Gliwice                       | Polonia         | Viki Gabor                   | Superhero                 |
| 2020 | TVP Studio 5, Varsavia                       | Francia         | Valentina                    | J'imagine                 |
| 2021 | La Seine Musicale, Parigi                    | Armenia         | Maléna                       | Qami qami                 |
| 2022 | Arena Demircian, Erevan                      | Francia         | Lissandro                    | Oh maman!                 |
| 2023 | Palais Nikaïa, Nizza                         | Francia         | Zoé Clauzure                 | Cœur                      |
| 2024 | Caja Mágica, Madrid                          | Georgia         | Andria Putkaradze            | To My Mom                 |
| 2025 | Tbilisi Olympic Palace, Tbilisi              |                 |                              |                           |

## Albo d'oro per nazione
| Nº vittorie | Paesi       | Anni                   |
| ----------- | ----------- | ---------------------- |
| 4           | Georgia     | 2008, 2011, 2016, 2024 |
| 3           | Francia     | 2020, 2022, 2023       |
| 2           | Bielorussia | 2005, 2007             |
| 2           | Malta       | 2013, 2015             |
| 2           | Russia      | 2006, 2017             |
| 2           | Polonia     | 2018, 2019             |
| 2           | Armenia     | 2010, 2021             |
| 1           | Croazia     | 2003                   |
| 1           | Spagna      | 2004                   |
| 1           | Paesi Bassi | 2009                   |
| 1           | Ucraina     | 2012                   |
| 1           | Italia      | 2014                   |

## Percentuale di punti guadagnati per la vittoria
| Anno | Cantante                     | Punti guadagnati / punti possibili | Percentuale |
| ---- | ---------------------------- | ---------------------------------- | ----------- |
| 2003 | Dino Jelusić                 | 134/180                            | 74,44%      |
| 2004 | María Isabel                 | 171/204                            | 83,83%      |
| 2005 | Ksenija Sitnik               | 149/204                            | 73,04%      |
| 2006 | Anastasija e Maria Tolmačëvy | 154/180                            | 85,56%      |
| 2007 | Aljaksej Žyhalkovič          | 137/204                            | 67,16%      |
| 2008 | Bzikebi                      | 154/180                            | 85,56%      |
| 2009 | Ralf Mackenbach              | 121/156                            | 77,56%      |
| 2010 | Vladimir Arzumanyan          | 120/168                            | 71,43%      |
| 2011 | Candy                        | 108/156                            | 69,23%      |
| 2012 | Anastasia Petryk             | 138/156                            | 88,46%      |
| 2013 | Gaia Cauchi                  | 130/156                            | 83,33%      |
| 2014 | Vincenzo Cantiello           | 159/204                            | 77,94%      |
| 2015 | Destiny Chukunyere           | 185/216                            | 85,65%      |
| 2016 | Mariam Mamadashvili          | 239/420                            | 56,90%      |
| 2017 | Polina Bogusevič             | 188/360                            | 52,22%      |
| 2018 | Roksana Węgiel               | 215/456                            | 47,15%      |
| 2019 | Viki Gabor                   | 278/432                            | 64,35%      |
| 2020 | Valentina                    | 200/264                            | 75,76%      |
| 2021 | Maléna                       | 224/432                            | 51,85%      |
| 2022 | Lissandro                    | 203/360                            | 56,39%      |
| 2023 | Zoé Clauzure                 | 228/360                            | 63,33%      |
| 2024 | Andria Putkaradze            | 239/384                            | 62,24%      |

## Slogan
A partire dal 2005 e fino al 2024, ogni edizione ha adottato uno slogan, deciso dall'emittente, e a partire dallo slogan vengono in seguito sviluppati il design e la scenografia. Di solito lo slogan è anche il titolo della common song che ogni anno tutto i partecipanti dell'edizione in corso eseguono nell'interval act oppure durante la flag parade.
A partire dall'edizione 2025, su decisione dell'UER, viene introdotto uno slogan permanente per l'edizione in questione del concorso e per tutte quelle future: United by Music, il medesimo adottato anche per l'Eurovision Song Contest, diventa quindi il payoff globale dell'evento.
Ecco di seguito elencati tutti gli slogan:
| Edizione          | Città ospitante | Slogan                | Traduzione                 |
| ----------------- | --------------- | --------------------- | -------------------------- |
| 2005              | Hasselt         | Let's Get Loud        | Facciamo Rumore            |
| 2006              | Bucarest        | Let the Music Play    | Lascia che la Musica Suoni |
| 2007              | Rotterdam       | Make a Big Splash     | Fai un Grande Splash       |
| 2008              | Limassol        | Fun in the Sun        | Divertimento Sotto il Sole |
| 2009              | Kiev            | For the Joy of People | Per la Gioia delle Persone |
| 2010              | Minsk           | Feel the Magic        | Senti la Magia             |
| 2011              | Erevan          | Reach for the Top!    | Raggiungi la Cima!         |
| 2012              | Amsterdam       | Break the Ice         | Rompi il Ghiaccio          |
| 2013              | Kiev            | Be Creative           | Sii Creativo               |
| 2014              | Marsa           | #Together             | #Insieme                   |
| 2015              | Sofia           | #Discover             | #Scopri                    |
| 2016              | La Valletta     | Embrace               | Abbraccio                  |
| 2017              | Tbilisi         | Shine Bright          | Risplendi                  |
| 2018              | Minsk           | #LightUp              | #Accenditi                 |
| 2019              | Gliwice         | Share the Joy         | Condividi la Gioia         |
| 2020              | Varsavia        | Move the World!       | Muovi il Mondo!            |
| 2021              | Parigi          | #Imagine              | #Immagina                  |
| 2022              | Erevan          | Spin the Magic        | Gira la Magia              |
| 2023              | Nizza           | Heroes                | Eroi                       |
| 2024              | Madrid          | Let's Bloom           | Fioriamo                   |
| Slogan permanente |                 |                       |                            |
| 2025              | Tbilisi         | United by Music       | Uniti dalla musica         |

## Paesi ospitanti
| Partecipazioni | Paesi       | Città       | Luogo                            | Anno |
| -------------- | ----------- | ----------- | -------------------------------- | ---- |
| 2              | Paesi Bassi | Rotterdam   | Ahoy Rotterdam                   | 2007 |
| 2              | Paesi Bassi | Amsterdam   | Heineken Music Hall              | 2012 |
| 2              | Ucraina     | Kiev        | Palazzo dello Sport              | 2009 |
| 2              | Ucraina     | Kiev        | Palazzo Ucraina                  | 2013 |
| 2              | Malta       | Marsa       | Malta Shipbuilding               | 2014 |
| 2              | Malta       | La Valletta | Mediterranean Conference Centre  | 2016 |
| 2              | Bielorussia | Minsk       | Minsk Arena                      | 2010 |
| 2              | Bielorussia | Minsk       | Minsk Arena                      | 2018 |
| 2              | Polonia     | Gliwice     | Gliwice Arena                    | 2019 |
| 2              | Polonia     | Varsavia    | TVP Studio 5                     | 2020 |
| 2              | Armenia     | Erevan      | Arena Demircian                  | 2011 |
| 2              | Armenia     | Erevan      | Arena Demircian                  | 2022 |
| 2              | Francia     | Parigi      | La Seine Musicale                | 2021 |
| 2              | Francia     | Nizza       | Palais Nikaïa                    | 2023 |
| 2              | Georgia     | Tbilisi     | Tbilisi Olympic Palace           | 2017 |
| 2              | Georgia     | Tbilisi     | Tbilisi Olympic Palace           | 2025 |
| 1              | Danimarca   | Copenaghen  | Forum Copenaghen                 | 2003 |
| 1              | Norvegia    | Lillehammer | Håkons Hall                      | 2004 |
| 1              | Belgio      | Hasselt     | Ethias Arena                     | 2005 |
| 1              | Romania     | Bucarest    | Sala Polivalentă                 | 2006 |
| 1              | Cipro       | Limassol    | Spyros Kyprianou Athletic Centre | 2008 |
| 1              | Bulgaria    | Sofia       | Arena Armeec                     | 2015 |
| 1              | Spagna      | Madrid      | Caja Mágica                      | 2024 |

## Eurovision Song Contest
Qui una lista dei partecipanti del JESC che poi sono andati a competere o partecipare allo Eurovision Song Contest. 
| Paese       | Partecipante                 | Anno di partecipazione JESC | Anno di partecipazione ESC | Canzone            | Posizione | Note                                                                              |
| ----------- | ---------------------------- | --------------------------- | -------------------------- | ------------------ | --------- | --------------------------------------------------------------------------------- |
| Polonia     | Weronika Bochat              | 2004                        | 2010                       | —                  | —         | Ha partecipato come corista per Marcin Mroziński                                  |
| Serbia      | Nevena Božović               | 2007                        | 2013                       | Ljubav je svuda    | 11º SF    | Partecipa come membro del gruppo Moje 3                                           |
| Serbia      | Nevena Božović               | 2007                        | 2019                       | Kruna              | 18º       | Partecipa come solista                                                            |
| Russia      | Anastasija e Maria Tolmačëvy | 2006                        | 2014                       | Shine              | 7º        | Sono state le primi vincitrici ad aver partecipato alla manifestazione principale |
| San Marino  | Michele Perniola             | 2013                        | 2015                       | Chain of Lights    | 16º SF    | Competono come duo                                                                |
| San Marino  | Anita Simoncini              | 2014                        | 2015                       | Chain of Lights    | 16º SF    | Competono come duo                                                                |
| Armenia     | Monika Manucharova           | 2008                        | 2016                       | —                  | —         | Ha partecipato come corista per Iveta Mukuchyan                                   |
| Armenia     | Monika Manucharova           | 2008                        | 2018                       | —                  | —         | Ha partecipato come corista per Sevak Khanagyan                                   |
| Paesi Bassi | O'G3NE                       | 2007                        | 2017                       | Lights and Shadows | 11º       | Conosciute anche come Lisa, Amy & Shelley                                         |
| Lituania    | Ieva Zasimauskaitė           | 2007                        | 2018                       | When We're Old     | 12º       | È stata corista per Lina Jurevičiūtė al JESC                                      |
| Malta       | Destiny Chukunyere           | 2015                        | 2019                       | —                  | —         | Ha partecipato come corista per Michela Pace                                      |
| Malta       | Destiny Chukunyere           | 2015                        | 2020                       | All of My Love     | —         | È stata la seconda vincitrice a partecipare alla manifestazione principale        |
| Malta       | Destiny Chukunyere           | 2015                        | 2021                       | Je me casse        | 7°        | È stata la seconda vincitrice a partecipare alla manifestazione principale        |
| Grecia      | Stefania Liberakakis         | 2016                        | 2020                       | Superg!rl          | —         | Ex membro delle Kisses                                                            |
| Grecia      | Stefania Liberakakis         | 2016                        | 2021                       | Last Dance         | 10°       | Ex membro delle Kisses                                                            |
| Georgia     | Iru Khechanovi               | 2011                        | 2023                       | Echo               | 12º SF    | Ha partecipato al JESC come membro delle Candy                                    |

## Curiosità

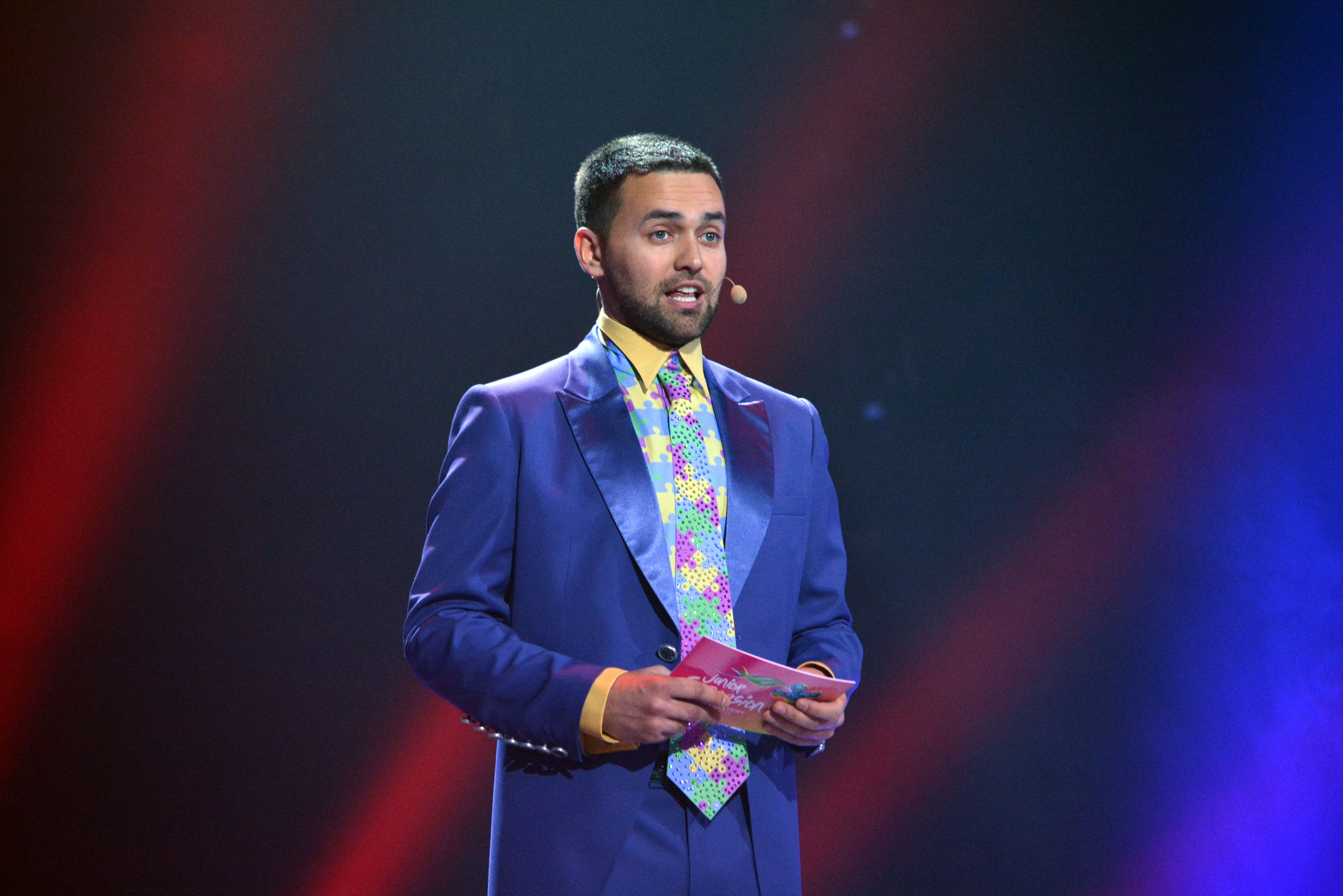
Timur Miroshnychenko, uno dei quattro presentatori ad aver condotto il maggior numero di edizioni del Concorso

### Sui presentatori
- Timur Mirošnyčenko, Kim-Lian van der Meij, Ida Nowakowska e Olivier Minne sono stati i presentatori ad aver condotto il maggior numero d'edizioni della manifestazione, il primo conducendo le edizioni del 2009 e 2013, la seconda le edizioni del 2007 e 2012, la terza le edizioni del 2019 e 2020, mentre l'ultimo le edizioni 2021 e 2023.
- Lizi Japaridze (presentatrice nel 2017), Helena Meraai (presentatrice nel 2018), Roksana Węgiel (presentatrice nel 2019), Carla Lazzari (presentatrice nel 2021), Karina Ignatyan (presentatrice nel 2022) e Melani García (presentatrice nel 2024) sono le uniche presentatrici che hanno precedentemente partecipato al Junior Eurovision Song Contest;
- Roksana Węgiel è l'unica presentatrice ad aver partecipato e vinto il Junior Eurovision Song Contest;
- Ida Nowakowska è l'unica presentatrice ad aver condotto l'evento per due edizioni consecutive (2019 e 2020);
- Nadia Hasnaoui e Timur Mirošnyčenko sono gli unici presentatori ad aver condotto l'Eurovision Song Contest e il Junior Eurovision Song Contest; la prima conducendo il JESC 2004 e l'ESC 2010, mentre il secondo ha presentato il JESC 2009, il JESC 2013 e l'ESC 2017.

### Sui vincitori
- María Isabel, vincitrice per la Spagna nel 2004, è la vincitrice più giovane della manifestazione (9 anni e 10 mesi al momento della premiazione);
- Anastasia Petryk, vincitrice per l'Ucraina nel 2012, vinse con la maggior percentuale di voti (88,46%);
- Roksana Węgiel, vincitrice per la Polonia nel 2018, vinse con la minor percentuale di voti (44,79%);
- Anastasija e Maria Tolmačëvy, vincitrici per la Russia nel 2006, Destiny Chukunyere, vincitrice per Malta nel 2015, e Iru Khechanovi, vincitrice per la Georgia come parte delle Candy, sono le uniche vincitrici ad aver partecipato all'Eurovision Song Contest;
- Maléna, vincitrice per l'Armenia nel 2021, doveva originariamente partecipare nell'edizione 2020 con il brano Why. Tuttavia, in quella edizione, il paese annunciò il ritiro in extremis a causa della legge marziale introdotta in seguito alla guerra nell'Artsakh.
- Alcuni ex vincitori del concorso hanno preso parte all'edizione 2022 per celebrare il ventesimo anniversario della manifestazione canora.

### Sugli stati
- Ancora 28 stati devono collezionare una vittoria (esclusa Serbia e Montenegro, stato non più esistente);
- L'Estonia è l'ultimo stato debuttante (2023);
- I Paesi Bassi sono lo stato con il più alto numero di partecipazioni ed è anche l'unico stato ad aver partecipato ad ogni singola edizione (23);
- La Georgia è lo stato ad aver vinto più edizioni in generale (4);
- La Svizzera è l'unico Stato ad aver partecipato una sola volta (2004);
- Il Regno Unito è lo stato assente per più tempo ad esser successivamente ritornato (2006-2021), mentre la Francia è lo stato più assente ad esser tornato e ad essere attualmente in gara (2005-2017)
- La Polonia e la Francia sono gli unici Stati ad aver vinto la competizione due edizioni di seguito, nonché gli unici ad aver vinto in casa (2018-2019 e 2022-2023);
- L'Italia è l'unico stato (esclusa la Croazia nella prima edizione) a vincere alla sua prima partecipazione.

### Sulla manifestazione
- Le città di Kiev, Minsk e Erevan sono le città ad aver ospitato il maggior numero di edizioni (2);
- Sette paesi hanno ospitato più di una volta la manifestazione: Bielorussia, Ucraina, Malta, Paesi Bassi, Polonia, Armenia, Francia (2);
- La Minsk-Arena di Minsk e la Arena Demircian di Erevan sono le sedi principali che hanno ospitato il maggior numero di edizioni (2);
- Nel 2018 hanno partecipato 20 paesi, record assoluto nella storia del Junior Eurovision Song Contest;
- Nel 2020 la manifestazione si è tenuta all'interno di uno studio televisivo, a causa all'impatto della pandemia di COVID-19;
- La Polonia è l'unico Stato ad aver ospitato la manifestazione per due edizioni di seguito (2019-2020).